# Akermania besucheti
Akermania besucheti är en kräftdjursart som beskrevs av Roberto Argano och Manicastri 1979. Akermania besucheti ingår i släktet Akermania och familjen Armadillidae. Inga underarter finns listade i Catalogue of Life.